# إنريكي تشازاريتا
إنريكي تشازاريتا (بالإسبانية: Enrique Chazarreta)‏ مواليد 29 يوليو 1947 في محافظة تشاكو، الأرجنتين، هو لاعب كرة قدم أرجنتيني سابق كان يلعب كلاعب وسط. سبق له أن لعب في كأس العالم لكرة القدم مع منتخب بلاده.

## المسيرة الاحترافية

### أندية لعب لها
- أرجنتينوس جونيورز
- نادي سان لورينزو
- جيمناسيا لابلاتا

## روابط خارجية
- إنريكي تشازاريتا على موقع الاتحاد الدولي (مؤرشف)  (الإنجليزية)
- إنريكي تشازاريتا على موقع قاعدة بيانات كرة القدم.إي يو (الإنجليزية)
- إنريكي تشازاريتا على موقع ناشيونال فوتبول تيمز (الإنجليزية)
- إنريكي تشازاريتا على موقع Soccerway.com (الإنجليزية)
- إنريكي تشازاريتا على موقع عالم كرة القدم.نت (الإنجليزية)